# شیرتیغک معمولی
شیرتیغک معمولی (نام علمی: Sonchus oleraceus) نام یک گونه از سرده شیرتیغک است.